# 石田英夫
石田英夫（いしだ ひでお、1933年5月3日- ）は、日本の経営学者。経済学博士（慶應義塾大学・論文博士・1976年）。慶應義塾大学名誉教授。

## 略歴
札幌市生まれ。北海道札幌東高等学校卒業。1957年慶應義塾大学経済学部卒業、1964年ハーバード・ビジネス・スクール修了、1976年「日本の労使関係と賃金決定に関する実証的研究」で慶應義塾大学より経済学博士の学位を取得。1961年慶應義塾大学ビジネススクール助手、1968年助教授、1976年教授、大学院経営管理研究科教授。1999年定年、名誉教授、東京理科大学教授、2002年中村学園大学教授、2007年東北公益文科大学教授。

## 著書
- 『日本の労使関係と賃金決定』東洋経済新報社 1976
- 『日本企業の国際人事管理』日本労働協会 1985
- 『企業と人材』放送大学教育振興会 1990
- 『国際経営とホワイトカラー』中央経済社 1999
- 『日本型HRM ケース・ブック』慶應義塾大学出版会 2008
- 『庄内の起業家 創造的挑戦の軌跡』東北出版企画 2010
- 『人こそをかしけれ ある経営学者の回想』サノックス 2017

### 共編著
- 『企業と労使関係』藤田至孝共著 筑摩書房 経営学全集 1970
- 『中小企業の賃金決定』佐野陽子,井上詔三共著 東洋経済新報社 1971
- 『労働移動の研究 就業選択の行動科学』井関利明、佐野陽子共編著 総合労働研究所 1978
- 『ケースブック国際経営の人間問題』編著 慶応通信 1984
- 『「新事業」成功のセオリー 大会社も変身できる! トップの発想・人材戦略・市場開拓のケーススタディー』松山美保子共編著 中経出版  1986
- 『女性の時代 日本企業と雇用平等』編　弘文堂 1986
- 『新規事業の実態と展望 調査が語る』永野仁共編著 経営実務出版 1988
- 『リストラクチャリングの人材・組織戦略 躍進企業12社のケーススタディ』梅沢隆共著 日刊工業新聞社 1989
- 『企業グローバル化の人材戦略』白木三秀共編 日刊工業新聞社 1990
- 『グローバル企業の日本戦略』吉原英樹、和田充夫, 古川公成,高木晴夫,鈴木貞彦共著 講談社 1990
- 『変貌する金融機関と人材』佐野陽子,重里俊行共著 東洋経済新報社 1991
- 『国際人事』編著 中央経済社 1994
- 『MBA人材マネジメント』永野仁,石川淳,梅沢隆, 蔡〓錫共著 中央経済社 2002
- 『研究開発人材のマネジメント』編著 慶應義塾大学出版会 2002
- 『ケース・メソッド入門 ケース・ブック』星野裕志,大久保隆弘共編著 慶應義塾大学出版会 2007
- 『挑戦する企業 ケース・ブック』星野裕志, 大久保隆弘共編著 慶應義塾大学出版会 2007
- 『地域と社会を変えた起業家たち ケース・ブック』編著 星野裕志,竹内伸一, 国保祥子,八木陽一郎執筆 慶應義塾大学出版会 2014

## 論文
- <石田英夫